# شبكة 10

شبكة 10 (بالإنجليزية: Network 10) هي شبكة تلفزيونية تجارية أسترالية مملوكة لشركة شبكة نتورك القابضة، وهي قسم من شركة شبكات باراماونت المملكة المتحدة وأستراليا التابعة لشركة باراماونت غلوبل. واحدة من خمس شبكات وطنية مجانية، يمكن العثور على 10 محطات مملوكة ومدارة في عواصم الولاية سيدني وملبورن وبريزبان وأديلايد وببرث بينما تقوم الشركات التابعة بتوسيع الشبكة إلى المناطق الإقليمية من البلاد.